# Miss Universo 1973
Miss Universo 1973, ventiduesima edizione di Miss Universo, si è tenuta presso il Teatro di Erode Attico di Atene, in Grecia il 21 luglio 1974. L'evento è stato presentato da Bob Barker. Margarita Moran, Miss Filippine, è stata incoronata Miss Universo 1973.

## Risultati

### Piazzamenti
| Risultato finale   | Concorrente |
| ------------------ | --- |
| Miss Universo 1973 | - Filippine - Margarita Moran |
| 2ª Classificata    | - Stati Uniti - Amanda Jones |
| 3ª Classificata    | - Norvegia - Aina Walle |
| 4ª Classificata    | - Spagna - María del Rocío Martín Madrigal |
| 5ª Classificata    | - Israele - Limor Schreibman |
| Top 12             | - Argentina - Susana Romero - Brasile - Sandra Mara Ferreira - Colombia - Ana Lucía Agudelo Correa - Giappone - Miyoko Sometani - Grecia - Sikta Vana Papadaki - India - Farzana Habib - Libano - Marcelle Herro |

### Riconoscimenti speciali
| Riconoscimento        | Concorrente                                |
| --------------------- | ------------------------------------------ |
| Best National Costume | - Spagna - María del Rocío Martín Madrigal |
| Miss Congeniality     | - Cile - Jeanette Gwendalyn Robertson      |
| Miss Photogenic       | - Filippine - Maria Margarita Moran Roxas  |

## Concorrenti
- Argentina - Susana Romero
- Aruba - Monica Ethline Oduber
- Australia - Susan Mainwaring
- Austria - Roswitha Kobald
- Belgio - Christiane Devisch
- Bermuda - Judy Richards
- Bolivia - Roxana Sittic Harb
- Brasile – Sandra Mara Ferreira
- Canada  - Deborah Anne Ducharme
- Ceylon - Shiranthi Wickremesinghe
- Cile - Jeanette Gwendalyn Robertson
- Cipro – Johanna Melaniodos
- Colombia - Ana Lucía Agudelo Correa
- Corea del Sud - Kim Young-joo
- Costa Rica - María del Rosario Mora Badilla
- Curaçao - Ingerborg Zielinski
- Danimarca - Anette Grankvist
- El Salvador - Gloria Ivete Romero
- Filippine - Maria Margarita Moran Roxas
- Finlandia – Raija Kaarina Stark
- Francia - Isabelle Krumacker
- Galles - Deirdre Jennifer Greenland
- Germania – Dagmar-Gabrielle Winkler
- Giamaica - Reta Faye Chambers
- Giappone - Miyoko Sometani
- Grecia - Sikta Vana Papadaki
- Guam – Beatrice Benito
- Honduras - Nelly Suyapa González Mármol
- Hong Kong - Elaine Sun Wing-Yin
- India - Farzana Habib
- Inghilterra - Veronica Ann Cross
- Irlanda - Pauline Fitzsimons
- Isole Vergini Americane - Cindy Richards
- Israele - Limor Schreibman
- Italia - Antonella Barci
- Libano - Marcelle Herro
- Lussemburgo - Lydia Maes
- Malaysia - Margaret Loo Tai-Tai
- Malta - Marthese Vigar
- Messico - Rossana Villares Moreno
- Nicaragua - Ana Cecilia Saravia Lanzas
- Norvegia - Aina Walle
- Nuova Zelanda - Pamela King
- Paesi Bassi - Monique Borgeld
- Panama - Jeanine Lizuaín
- Paraguay - Teresita María Cano
- Porto Rico – Gladys Vanessa Colón Díaz
- Portogallo - Carla Barros
- Rep. Dominicana - Lili Fernández González
- Scozia - Caroline Meade
- Singapore - Debra Josephine de Souza
- Spagna - María del Rocío Martín Madrigal
- Stati Uniti - Amanda Jones (IL)
- Suriname - Yvonne Ma Ajong
- Svezia - Monica Sundin
- Svizzera - Barbara Schöttli
- Thailandia - Kanok-orn Bunma
- Trinidad e Tobago - Camella King
- Turchia - Yildiz Arhan
- Uruguay - Yolanda Ferrari
- Venezuela - Desireé Rolando

### Ritiri
- Bahamas - Cyprianna Munnings
- Islanda - Katrin Gisladóttir